# カーンアカデミー

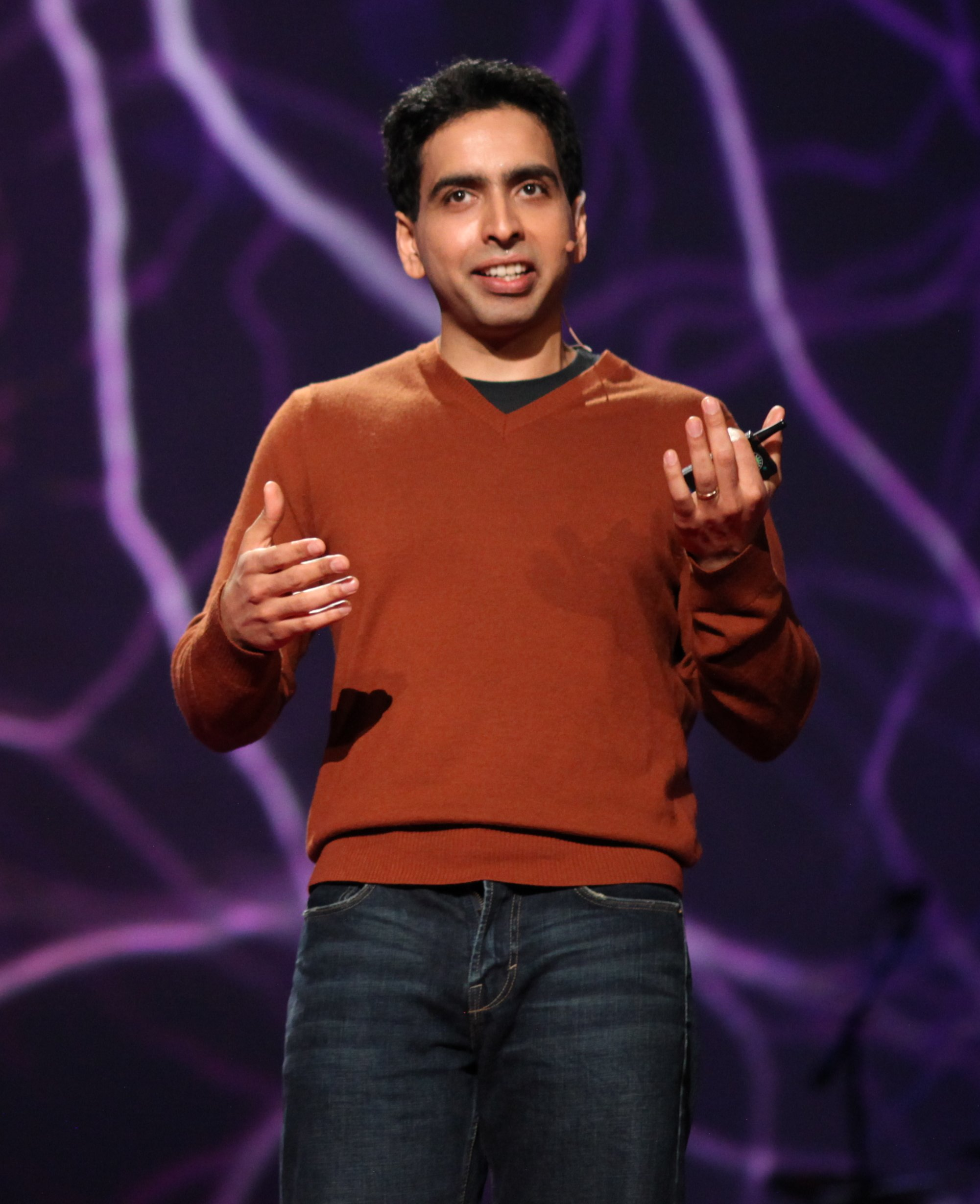
サルマン・カーン

カーンアカデミーは、2008年にサルマン・カーン（サル・カーン）により設立された教育系非営利団体である。
YouTubeで短時間の講座を配信し、運営サイトにて練習問題や教育者向けのツールを提供しており、これらは世界中の誰でも無料で利用できる。

## 技術
カーンはYahooのペイントソフトを用いて彼のいとこの家庭教師をしていたが、いとこの反応に基づき遠隔個別指導を有効活用するため、YouTubeの指導動画作成に切り替えた。現在はワコムのタブレットで作画しており、それ以前はSmoothDrawを用いていた。現在はCamtasia Studioで録画し、ArtRageを活用している。
公式サイトではYoutube上に投稿した全映像が視聴可能であり、アカウント作成以外にもGoogleやFacebookアカウントで登録可能である。教材は他にもGoogle Play、App Store、Microsoftストアなどから無料の独自モバイルアプリを介して利用できる。
動画では段階的に電子黒板上の図を示される。また、アジア、中南米、アフリカの農村部には動画のオフライン版を配布している。
受講者の学力に応じた設問を出題するWebベースの設計を提供し、試験作成、採点、生徒の挑戦への奨励などにソフトウェアを使用することにより、旧来の学習現場を刷新する機会を提供できると考えている。現実の講義では不可能な一時停止などの機能面から、映像を用いた個別指導が効果的と宣伝されている。